# Upphörande av samboförhållande
Ett samboförhållande upphör om samborna eller någon av dem ingår äktenskap, om samborna flyttar isär eller om någon av samborna avlider. Om någon av samborna ansöker om bodelningsförrättare, om rätt att få bo kvar i bostaden eller väcker talan om övertagande av bostad så upphör också samboförhållandet.

## Konsekvenser av samboförhållandets upphörande
När ett samboförhållande upphör så ska viss egendom, så kallad samboegendom, delas mellan samborna. Förenklat så ska samboegendomen delas lika när skulder räknats av. Med samboegendom menas sambors gemensamma bostad och bohag, om egendomen förvärvats för gemensam användning. Undantag görs här för det ena sambon fått i gåva, arv eller erhållit genom testamente med villkor att egendomen ska vara mottagarens enskilda egendom.